# Roberto Pacini
Roberto Pacini (Firenze, 1967) è un regista e drammaturgo italiano di teatro e di cinema.
È anche autore e produttore teatrale e produttore cinematografico.

## Biografia
Vive e lavora a Roma. Nasce come attore e nel 1987 frequenta la Bottega Teatrale di Firenze diretta da Vittorio Gassman; si diploma successivamente all'Accademia nazionale d'arte drammatica nel 1993. Lavora come attore in teatro con registi come Lorenzo Salveti, Riccardo Reim, Franco Ricordi, Carlo Alighiero e Franco Branciaroli .

### Teatro
Debutta come regista nel 1994 con lo spettacolo Dialoghi al Caffé Nottuno, una pièce composta di brani tratti da opere di Pirandello, intreccio di monologhi sulle tematiche dell'autore siciliano, e dal 1996 si dedica alla regia e alla drammaturgia. Il suo registro appartiene al cosiddetto Teatro di parola, ne sviluppa le prerogative elaborando composizioni drammatiche che già definiscono la chiave interpretativa della messa in scena e il lavoro sul testo e sugli attori risulta di primaria importanza.
Nel corso degli anni, segue uno stile molto personale, visionario e grottesco, e la sua ricerca offre inconsuete letture di opere classiche (Anton Čechov, Kafka,  Shakespeare) e autori contemporanei . Il lavoro sulla colonna sonora va di pari passo con quello della recitazione e si avvale costantemente di musiche originali. Fra i compositori che hanno collaborato con Pacini, Germano Mazzocchetti e Alessandro Molinari.
Nel 2003 è nominato direttore artistico della CTD compagnia teatrale di Roma e realizza classici (Eschilo, Herman Melville, Shakespeare, Edgar Allan Poe) e progetti sulla nuova drammaturgia italiana e internazionale. Ha diretto e fondato Cadmo & Armonia compagnia di teatro (1994) e successivamente il Teatro di Puck (1998). 
I suoi allestimenti oltrepassano la dimensione del realismo e propongono suggestioni fantastiche, irrazionali, con forti tinte espressioniste e spesso sono realizzati in luoghi non deputati alla rappresentazione teatrale come per esempio Ritratti su Palloncino (1996) rappresentato presso Il Locale, luogo storico della capitale  .
Fra gli spettacoli di rilievo: La locanda Hauser (1995), una elaborazione di quattro racconti di Guy de Maupassant, L'ospedale dei mentecatti (1996), libera interpretazione del Ritratto dell'artista da giovane di James Joyce, e per la prima volta in Italia la messa in scena integrale de La notte poco prima della foresta (2000) di Bernard-Marie Koltès. Di Koltès, cura la prima versione italiana dell'inedito Héritage (2002).

### Film
Dal 2001 è anche produttore e autore cinematografico. Partecipa alla produzione di lungometraggi nazionali e a coproduzioni internazionali in 35 mm e 16 mm in qualità di produttore, produttore esecutivo, produttore consulente e delegato alla produzione. I suoi progetti personali, prodotti dalla società Cinepuck, risentono di influenze teatrali e in seguito acquistano un'identità surreale e metafisica anche grazie alla sperimentazione con il vecchio formato Super 8. 
Nel 2001 produce e dirige il suo primo cortometraggio Dal Diario di un Aiuto Contabile, tratto dall'omonimo racconto di Čechov, un uomo e la sua infinita guerra quotidiana in ufficio, presentato ad Arcipelago Film Festival. Fra i lavori in pellicola, Mr Filipponi, la vera storia di un poeta che perde le sue poesie, e Balloon, a man lost in his thought (2010). Sunlight (2006), video istituzionale per i cinquanta anni dei Trattati di Roma (Prix Europa 2006, Berlino), Being Fed Up (2007), spot per il sociale contro la discriminazione sulle donne, prodotto dall'UNESCO, For Instance (2009) per il Programma Alimentare Mondiale contro la fame nel mondo. Dreams & Colours è un documentario visionario su Piazza Navona del 2010, a cui segue Gaussian Copula Function dall'articolo giornalistico di Felix Salmon pubblicato da Wired sul crollo di Wall Street del 2008. The Man Wearing a Hood (2012) è un tributo a Rod Serling e Ai confini della realtà. Sempre del 2012 è The Empty Chair (2012) per il Fondo delle Nazioni Unite per la Popolazione con le musiche di Moby . 
Nel 2017 FPM, acronimo che sta per Fine Pena Mai sulla condizione di alcuni detenuti nelle carceri italiane condannati all'ergastolo, e nel 2018 L'entusiasmo di un bambino, storia di "un giovanotto sui 75 a cui gli occhi si illuminano come quelli d’un bambino quando parla dei suoi mattoni riciclati" per la serie Storie di Economia circolare, un progetto Ecodom con Banca Etica fra i partner. Sulla Brexit nel 2019 produce e dirige Not a Good Idea che fa parte del progetto internazionale Brexit Feelings e 13 Years Later  in occasione delle Elezioni europee del 2019, versione estesa di Sunlight del 2006 con le musiche dei Nine Inch Nails. Nel 2020 realizza Or Other, originariamente prodotto per il HealthForAll Film Festival dell'Organizzazione mondiale della sanità, e nel 2021 The Dusk ambientato fra il tramonto astronomico e il crepuscolo, un altro omaggio a Rod Serling e The Twilight Zone. Nel 2022 produce His Choice realizzato per la terza edizione del HealthForAll Film Festival.

### Creative Commons
Distribuiti in Creative Commons, ha prodotto e diretto The Briefcase (2011), sulla crisi finanziaria mondiale, Animals/Man (2011), altro spot per il sociale, Time (2013) contro la Pena di morte, The Diary of an Assistant Bookkeeper (2012-2013), webserie tratta dall'omonimo racconto di Anton Čechov, versione in inglese del suo primo cortometraggio del 2001, con scene aggiunte e un nuovo montaggio con le musiche dei Nine Inch Nails, e Shapes (2013), in occasione del settantesimo anniversario del primo Bombardamento di Roma. Nel 2015 dirige Exit  opera sperimentale in video presentata come "Il vecchio e il nuovo, uscendo", con musica di Chris Zabriskie, artista americano anch'egli ispirato dal movimento Open Source e le licenze Creative Commons. Nel 2019 produce Sintuit,  “uno spot pubblicitario del 2064” ma in realtà un video per sensibilizzare oggi sul Cambiamento climatico, e nel 2020 The Mall, un'esperienza sulla COVID-19: "Che succederebbe se?"

## Lavori recenti
Fra i suoi ultimi lavori di recente ha prodotto Frags (2025), film in Super 8 sulla cultura basato su una citazione di Malala Yousafzai, A Halloween story (2025), tributo a Ed Wood, Fractal Wrongness (2024) sul Pensiero Critico dall'omonima voce presente su RationalWiki e The Seven (2023) distribuito sotto licenza Creative Commons. 

## Opere (selezione)
- Dialoghi al Caffè Notturno (1993)
- La Locanda Hauser (1994-1997)
- Cechov da Cechov (1995)
- L'Ospedale dei Mentecatti (1996)
- Ritratti su palloncino (1996)
- L'inquietantissimo affare del Signor Agenore e del Signor Bordon (1997)
- La notte poco prima della foresta (1999)
- Lo Speziale di Mantova (2000)
- Il racconto d'inverno (2000)
- Dal diario di un aiuto contabile (2001)
- Sunlight (2006)
- Being Fed Up (2007)
- Mr Filipponi (2009)
- Dreams & Colors (2010)
- The Briefcase (2011)
- The Empty Chair (2012)
- Time (2013)
- Exit (2015)
- FPM (2017)
- The Enthusiasm of a Child (2018)
- 13 Years later (2019)
- The Mall (2020)
- The Dusk (2021)
- His choice (2022)
- The Seven (2023)
- Fractal Wrongness, erroneità frattale (2024)
- Frags (2025)